# Christine Werber
Christine Charlotte Werber (* 11. Juni 1946 in Röns als Christine Charlotte Prochaska) ist eine ehemalige österreichische Politikerin (ÖVP) und Fachlehrerin. Sie war 1987 bis 1994 Abgeordnete zum Vorarlberger Landtag.

## Ausbildung und Beruf
Werber besuchte die Volksschule in Feldkirch und wechselte dann zum Besuch der Unterstufe an das Gymnasium Feldkirch. Sie absolvierte danach zwei Jahre lang die Handelsschule Bregenz und arbeitete danach als Bürokraft bei der Firma Kunert in Rankweil. Danach setzte sie ihre Ausbildung fort und maturierte 1966 an der Handelsakademie Bregenz. Werber arbeitete von 1966 bis 1967 als Rezeptionssekretärin im Hotel Berghof in Lech und war danach von 1967 bis 1968 Sekretärin bei der Firma Anger in Wien. Sie kam 1968 als Sekretärin zur Firma Engelhard-Hanovia in Mauren (Liechtenstein) und hatte daneben von 1968 bis 1970 eine teilzeitbeschäftigung an der Bundeshandelsakademie Feldkirch. Gleichzeitig bildete sie sich durch Sprach- und Fortbildungskurse weiter und erwarb zwischen 1969 und 1970 die Lehrbefähigung für Stenographie und Maschinenschreiben. Ab 1970 arbeitete sie als Fachlehrerin an der Bundeshandelsakademie und an der  Bundeshandelsschule Feldkirch. Daneben absolvierte sie ein Fernstudium der Philosophie in der Fachrichtung Psychologie an der Universität Clayton und promovierte 1985 zur Doktorin der Philosophie. 2006 ging Werber in Pension.

## Politik und Funktionen
Werber wurde Mitglied der Österreichischen Volkspartei und trat zudem der ÖVP-Frauenbewegung, dem ÖAAB und dem Wirtschaftsbund bei. Sie gehörte zudem ab 1980 der 
Ortsgruppe Feldkirch-Tisis der ÖVP-Frauenbewegung an und war Mitglied der Landesparteileitung der ÖVP Vorarlberg und Mitglied der ÖVP Bezirksleitung Feldkirch. Zwischen 1985 und 1995 vertrat sie die ÖVP in der Stadtvertretung Feldkirch, danach war sie von 1995 bis 1997 Ersatzmitglied der Stadtvertretung. Daneben war sie ab etwa 1971 als Funktionärin der Lehrer der Fraktion Christlicher Gewerkschafter aktiv und vertrat als Abgeordnete des Wahlbezirkes Feldkirch die Österreichische Volkspartei vom 7. Oktober 1987 bis zum 3. Oktober 1994 im Vorarlberger Landtag, wobei sie im Landtag Mitglied im Finanzausschuss, Mitglied im Kulturausschuss und Mitglied im Sozialpolitischen Ausschuss war. 2006 trat Werber dem ÖVP-Seniorenbund bei.

## Privates
Werber ist die Tochter von Bruno und Hermine Prochaska, wobei ihre Eltern in Wien geboren wurden. Sie heiratete 1969 den in Niederösterreich geborenen Verwaltungsangestellten Erich Werber und wurde 1972 bzw. 1975 jeweils Mutter einer Tochter. 